# Dos mujeres en el baño
Dos mujeres en el baño (en francés: Deux femmes au bain) es un cuadro de Joseph-Marie Vien realizado alrededor de 1763 y conservado en las colecciones del museo Henri-Martin de Cahors.

## Antecedentes de la obra
En 1763, se atribuye por primera vez el nombre de Pompeya a la ciudad de Civita descubierta en 1748. Los descubrimientos científicos y arqueológicos sobre la antigüedad permiten redescubrir las costumbres y la arquitectura de la época. Este fervor por el modelo a la antigua inspirará a muchos artistas. Este gusto dará origen al neoclasicismo, movimiento artístico en reacción al barroco, que prefiere la perfección de la línea al color y en el que los artistas representan los descubrimientos antiguos bajo la influencia de J.J Winckelmann.
Dos mujeres en el baño es un óleo sobre tela encargado por el duque de Orleans a Joseph-Marie Vien y expuesto en el Salón en 1763. El del Museo Henri-Martin es una réplica. En efecto, se mencionan varias versiones en diversas colecciones e instituciones. Así, una venta del 15 de febrero de 1854 recoge un ejemplar en la colección del Baron Servatius, general de división y después en la del Baron Evrard Rhoné en mayo de 1861. La réplica de los cadurciens forma parte de un depósito del Louvre de 1872. Primero fue atribuido al pintor Jean-Jacques Lagrenée, el cuadro fue reasignado después de su llegada a Cahors. Ha sido exhibido justo después de su adquisición en 1873 a petición de la sociedad de Estudios literarios, científicos y artísticos del Lot, en el marco de la exposición de Bellas Artes organizada en Cahors. El curador entonces en el puesto era el Sr. Calman. Fue expuesto una segunda vez en 1883 en el museo Henri-Martin bajo la presidencia de MM. Dangé-D’Orsay. El lienzo según el catálogo del museo estaba colgado junto a dos cuadros anónimos,  La tumba de San Spiridon, obispo de Tremithonia  y  Mujer leyendo , procedente de una donación del Sr. el doctor Ch. Caviole. Posteriormente Dos mujeres en el baño apareció en diversas exposiciones, en particular en tres ediciones de la Exposición de Bellas Artes e industria en Cahors.

## Descripción
El cuadro, de estilo neoclásico, representa a dos mujeres desnudas tomando o saliendo del baño. La arquitectura del lugar se inspira en la antigüedad. La luz es suave e ilumina esencialmente el tema principal, una mujer apoyada en la balaustrada semidesnuda, cubierta en parte con una sábana blanca. Otra mujer, presente en la escena, igualmente semidesnuda y vestida de rojo se arrodilla al pie de la primera y le sostiene el pie. Un frasco y una sábana azules añaden un color adicional al conjunto del lienzo.

## Análisis
La composición es rectilínea y rigurosa y las curvas no son exageradas. Las columnas estriadas y el florero de metal en el fondo se equilibran con las curvas de la balaustrada, la piscina y el balanceo de la joven. 
Según el antiguo título de la obra, « Calisto, ninfa de Diana, saliendo del baño, acompañada de su siguiente », se puede ver la ilustración del tema mitológico de Calisto quien seducida por Júpiter y embarazada de él, fue transformada en oso por la furiosa Diana.

## Recepción
La recepción de la obra fue favorable. Esto es lo que escribió Diderot al respecto durante la exposición del original de Joseph-Marie Vien en el Salón de 1763: 

Los cuadros que Vien expuso este año son todos del mismo género, y como casi todos tienen el mismo mérito, solo hay un elogio para hacerlos: es la elegancia de las formas, la gracia, la ingenuidad, la inocencia, la delicadeza, la simplicidad, y todo lo que se une a la pureza del dibujo, al hermoso color, a la dulzura y a la verdad de la carne.

El Mercure de France por su parte insiste en el aspecto agradable de la obra:

Nos afecta un Cuadro picante, donde la Naturaleza sin velos, en una actitud muy simple, pero flexible y elegante, atrae, adula y recuerda nuestra apariencia. Este cuadro ofrece la imagen de une mujer saliendo del baño y servida por una esclava. En la figura principal reina un hermoso efecto de luz que da luminosidad a la carne, y el diseño nos pareció lo suficientemente correcto y elegante como para agradar tanto a los amantes de los medios prácticos de arte, como a aquellos que solo juzgan por los efectos.

## Anexos